# David Mark Chalmers
David Mark Chalmers (1927 - 25 oktober 2020) was een Amerikaans historicus.
Tijdens de Tweede Wereldoorlog werkte Chalmers in het Amerikaanse leger. Na de oorlog behaalde hij een Ph.D. in Amerikaanse geschiedenis aan de University of Rochester. In 1955 startte hij als docent aan de Universiteit van Florida. Tijdens zijn lange loopbaan bij de universiteit werd hij voorzitter van de  'University President's Faculty Educational Policy Group' (de onderwijsbeleidsgroep van de universiteit).
Chalmers was actief in de Afro-Amerikaanse burgerrechtenbeweging (civil rights movement). Tijdens protesten in 1964 in St. Augustine (Florida) tegen de segregatie en de Ku Klux Klan werd hij gearresteerd en bracht hij een week door in gevangenschap. Hij was ook actief tijdens demonstraties tegen de Vietnamoorlog.
In 1965 publiceerde hij Hooded Americanism: A History of the Ku Klux Klan, dat zijn meest populaire boek werd en meerdere herdrukken kreeg.
Chalmers was getrouwd met de Canadese Jean McCormick Chalmers. Het stel kreeg twee kinderen.

## Publicaties
- The Social and Political Ideas of the Muckrakers (1964)
- The History of the Standard Oil Company (met Ida Minerva Tarbell; 1966)
- The Muckrake Years (1974)
- Neither Socialism Nor Monopoly: Theodore Roosevelt and the Decision to Regulate the Railroads (1976)
- Hooded Americanism: The History of the Ku Klux Klan (1965)
- And the Crooked Places Made Straight: The Struggle for Social Change in the 1960s (1991)
- Backfire: How the Ku Klux Klan Helped the Civil Rights Movement (2003)